# Jada Borsato
Jada Maria Borsato (Alkmaar, 3 december 2002) is een Nederlandse zangeres, actrice en stemactrice.

## Levensverhaal

### Persoonlijke achtergrond
Borsato groeide op in een gezin met drie kinderen. Ze is de dochter van zanger Marco Borsato en televisiepresentatrice Leontine Ruiters. Haar oudere broer Senna Borsato is acteur.

### Carrière
Het filmdebuut van Borsato was in de tekenfilm Happy Feet 2, waarin ze in de Nederlandse versie van de film de stem van Boadicea insprak.
In 2012 speelde Borsato haar eerste rol in een speelfilm, dit was in de Sinterklaas-film Sint & Diego: De Magische Bron van Myra.
Borsato werd als zangeres bekend toen ze op haar vaders album Duizend spiegels te horen was met de single Samen voor altijd, waaraan ook John Ewbank (met dochter Day) en Lange Frans (met zoon Willem) meewerkten. Dit werd een nummer 1-hit in de Vlaamse Ultratop 50. Niet veel later bracht Borsato haar eerste solonummer uit, Als jij maar van me houdt. Deze single behaalde een notering in de Tipparade, zowel in Nederland als in Vlaanderen.
Vanaf december 2021 tot medio 2022 was Borsato te zien als het personage Abby Rose van der Vorst in de RTL 4-soap Goede tijden, slechte tijden.

## Filmografie

### Film
- 2011: Happy Feet 2, als Boadicea (stemrol)
- 2012: Sint & Diego: De Magische Bron van Myra, als Madelief
- 2013: Plakband, rol onbekend
- 2014: Flits & Het Magische Huis, als Izzie (stemrol)
- 2015: Michiel de Ruyter, als Neeltje de Ruyter
- 2015: De kleine prins, als het kleine meisje (stemrol)

### Televisie
- 2021-2022: Goede tijden, slechte tijden, als Abby Rose van der Vorst

## Discografie

### Singles
| Lied                                                                                            | Verschijnen      | Album                               | Hitlijsten | Hitlijsten | Hitlijsten  | Hitlijsten  | Hitlijsten   | Hitlijsten   | Opmerkingen    |
| Lied                                                                                            | Verschijnen      | Album                               | BE (VL)    | BE (VL)    | NL (Top 40) | NL (Top 40) | NL (Top 100) | NL (Top 100) | Opmerkingen    |
| Lied                                                                                            | Verschijnen      | Album                               | Piek       | Weken      | Piek        | Weken       | Piek         | Weken        | Opmerkingen    |
| ----------------------------------------------------------------------------------------------- | ---------------- | ----------------------------------- | ---------- | ---------- | ----------- | ----------- | ------------ | ------------ | -------------- |
| Samen voor altijd (met Marco Borsato, Willem Frederiks, Lange Frans, Day Ewbank en John Ewbank) | 22 november 2013 | Duizen spiegels (van Marco Borsato) | 1 (3 wkn)  | 10         | 12          | 11          | 1 (1 wk)     | 19           | Goud in België |
| Als jij maar van me houdt                                                                       | 28 maart 2014    | —                                   | tip73      | —          | tip22       | —           | —            | —            |                |